# Nautyka
Nautyka inaczej wiedza nautyczna (od gr. nautikós = okrętowy, żeglarski i naús = statek) – dziedzina wiedzy, obejmująca dewiację, locję, nawigację, astronomię nautyczną, meteorologię i wiedzę żeglarską, potrzebną do bezpiecznej żeglugi.